# Paolo (fratello di Oreste)
Paolo (latino: Paulus; IV secolo – Ravenna, 4 settembre 476) è stato un generale romano, fratello di Flavio Oreste e zio dell'imperatore Romolo Augusto.

## Biografia
Paolo era fratello di Flavio Oreste e dunque figlio di Tatulo e zio di Romolo Augusto.
Nell'agosto 476 il generale barbarico Odoacre si mise a capo degli Eruli, degli Sciri e dei Turcilingi e attaccò l'imperatore. Oreste, vero detentore del potere, fu catturato e ucciso in uno scontro nei pressi di Piacenza, poi Odoacre si diresse verso Ravenna, dove era la corte imperiale di Romolo e dove si trovava Paolo, che fu ucciso nella pineta di Classe, appena fuori dalla città, il 4 settembre. Odoacre entrò nella capitale e depose Romolo, ponendo fine all'Impero romano d'Occidente.
L'Anonimo Valesiano afferma laconicamente che Paolo fu ucciso nel bosco di pini di Classe,
senza dire per quale motivo Paolo fosse fuori dalla città, ben fortificata. Gli storici hanno speculato che fosse uscito a difendere la capitale, o che stesse tentando di abbandonare Ravenna, dato che Classe era il porto della città. È anche possibile che intendesse sorprendere Odoacre alle spalle con parte delle truppe di stanza a Ravenna ma sia stato a sua volta sorpreso.